# Ora e per sempre (film)
Ora e per sempre è un film del 2004, diretto da Vincenzo Verdecchi e uscito nelle sale cinematografiche italiane il 18 settembre 2005.

## Trama
La storia della squadra di calcio del Grande Torino fa da cornice alle vicende dei due protagonisti: Michael Sutten, anziano ex funzionario della Federcalcio Inglese e Valentino Motta, ambizioso manager di una casa editrice e padre assente.
Michael ricorda il 1949, quand'era giunto a Torino per organizzare una partita di calcio tra l'Inghilterra (allora patria del calcio) e il Toro che, con le sue vittorie, ne metteva in discussione la supremazia. Valentino, invece, per esaudire l'ultimo desiderio del padre, si mette alla ricerca della tromba che in quei gloriosi anni suonava per dare la carica ai giocatori granata.
Michael ricorda di aver conosciuto Sally Burke, una sua connazionale, docente di lingua e letteratura inglese all'Università di Torino e di essersi innamorato di lei. Dopo aver stretto amicizia con Pietro, il suo autista, ebbe occasione di incontrare Mario, il trombettiere dello stadio Filadelfia. Quest'ultimo gli contese l'amore di Sally e alla fine riuscì a conquistarla.
Il ritrovamento della tromba da parte di Valentino e di suo figlio Andrea svela i numerosi legami tra i personaggi, uniti da un'unica, esaltante e tragica storia: quella del Grande Torino.

## Altre fiction sul Grande Torino
- Gli undici moschettieri (idem, ITA 1952) con Silvio Piola e Giuseppe Meazza
- Il Grande Torino (idem, ITA 2005) - miniserie TV trasmessa dalla RAI con Beppe Fiorello nel ruolo di Valentino Mazzola